# Frédéric Veseli
Frédéric Veseli (* 20. November 1992 in Renens) ist ein schweizerisch-albanischer Fußballspieler.

## Karriere

### Verein
Nachdem er lange Zeit für verschiedene Vereine in England aktiv gewesen war, wechselte Veseli 2015 für eine Summe von 450.000 Euro zum FC Lugano in die Super League. Ein Jahr später ging er dann ablösefrei in die Serie A zum FC Empoli. Die Rückrunde des Saison 2019/20 wurde er an den französischen Zweitligisten Le Mans FC verliehen. Nach der Leihe wechselte er fest 2020 zu US Salernitana und war dort zwei Jahre in der italienischen Serie B bzw. Serie A aktiv. Dann folgte der Wechsel zu Benevento Calcio und im Sommer 2023 ging er zum Fatih Karagümrük SK in die Türkei. Nach vorübergehender Vereinslosigkeit spielte er ab Oktober 2024 kurzzeitig für den albanischen Erstligisten KS Egnatia Rrogozhina, ehe ihn im Januar 2025 der FC Südtirol in der italienischen Serie B verpflichtete.

### Nationalmannschaft
Als sich die albanische Nationalmannschaft bereits für die Fußball-Europameisterschaft 2016 in Frankreich qualifiziert hatte, wurde Frédéric Veseli, der bis 2012 noch für die Schweiz gespielt hatte und 2009 mit dessen U-17 Weltmeister wurde, nach Albanien geholt und am 16. November 2015 gegen Georgien erstmals als Innenverteidiger in einem kompletten Spiel eingesetzt und später ein weiteres Mal als Rechtsverteidiger getestet. Zur EM wurde er in das albanische Aufgebot aufgenommen. Er kam lediglich im zweiten Spiel zum Einsatz. Nach seiner Einwechslung in den Schlussminuten erzielten die Franzosen noch beide Tore für ihren 2:0-Sieg. Nach der Gruppenphase schied das Team aus. Bis zu seiner letzten Partie am 17. Oktober 2023 gegen Bulgarien (2:0) absolvierte Veseli insgesamt 44 Länderspiele für Albanien.

## Erfolge
U17-Nationalmannschaft
- U17-Weltmeister: 2009